# Saudi-arabische Davis-Cup-Mannschaft
Die saudi-arabische Davis-Cup-Mannschaft ist die Tennisnationalmannschaft Saudi-Arabiens, die das Königreich im Davis Cup vertritt.

## Geschichte
Saudi-Arabien nahm 1991 erstmals am Davis Cup teil. Die Mannschaft spielte seitdem viermal in der Kontinentalgruppe II der Ozeanien-/Asienzone, kam dabei aber nie über die erste Runde hinaus. Erfolgreichster Spieler ist bisher Bader Mohammed Almuqail mit 67 Siegen bei insgesamt 68 Teilnahmen. Damit ist er gleichzeitig Rekordspieler.